# Fonds régional d'art contemporain de Bourgogne
Le Fonds régional d'art contemporain (FRAC) de Bourgogne est une association créée le 9 septembre 1982. Les missions du FRAC sont de constituer une collection d'art contemporain, de diffuser celle-ci au plus grand nombre et d'en faire la pédagogie. La collection du FRAC Bourgogne comprend 871 œuvres de 313 artistes en 2025.

## Missions
Le FRAC Bourgogne a pour mission de constituer une collection qui représente diverses tendances de l'art contemporain international, de la diffuser et d'en faire la médiation au sein du territoire régional, conformément au label "Fonds régional d'art contemporain" décerné par le Ministère de la Culture,.
A partir d'un corpus construit dans les années 1980 représentant des artistes majeurs de l'histoire de l'art contemporain, comme Gerhard Richter, Andy Warhol ou Jacques Villeglé, la politique d'acquisition est devenue dans les années 2000 plus attentive à la jeune création et les activités de diffusion en région se sont intensifiées, comme dans d'autres FRAC.
Le FRAC Bourgogne est chargé par le Ministère de la Culture d'irriguer le territoire bourguignon et ses quatre départements aux travers d'expositions et de projets pédagogiques. L'exercice de ces missions de service public se place dans le cadre des politiques de décentralisation, avec une attention particulière pour les communes rurales et les quartiers urbains périphériques, éloignés des centres-villes, des lieux d'expositions et des musées urbains,.

## Lieu d'exposition principal
Depuis 2013, le FRAC Bourgogne est installé dans un lieu d'exposition permanent, Les Bains du Nord, situé dans le cœur historique de la ville de Dijon sur les halles du marché central.
Cet espace, ancien bains publics, puis magasin d'électroménager a fait l'objet d'une réhabilitation dans les années 1980 pour devenir un lieu destiné à la monstration d'œuvres contemporaines. Il fut notamment l'espace d'exposition du centre d'art Le Consortium jusqu'au milieu des années 2000.
Une annexe des Bains du Nord, La boutique, expose notamment les jeunes artistes diplômés de Bourgogne-Franche-Comté depuis plusieurs années avec la résidence Storefront, dans le cadre d'un partenariat avec l'École National Supérieure d'Art de Dijon, avec l'ambition de soutenir la jeune création diplômée sur le territoire régional,.

## Collections
La collection composée de 871 oeuvres de 313 artistes internationaux, comprend notamment des œuvres de Daniel Buren, Alighiero Boetti, Christian Boltanski, Martin Boyce, Denis Castellas, Tony Cragg, Gloria Friedmann, Dan Graham, Pierre Huyghe, On Kawara, John Giorno, Claude Lévêque, Raymond Hains, Richard Long, Michel Parmentier, Claudio Parmiggiani, Philippe Parreno, Steven Parrino, Yan Pei-Ming, Gerhard Richter, Nancy Rubins, Claude Rutault, Xavier Veilhan, Andy Warhol, Erwin Wurm, Rémy Zaugg.

## Expositions aux Bains du Nord
- 18 mai 2013 – 1er décembre 2013 : Futur simple, saison 1[16] avec Yan Pei-Ming, Ger Dekkers, John Giorno, Richard Long, Joana Vasconcelos, Claudio Parmiggiani, Nancy Rubins, Ida Tursic & Wilfried Mille, Allen Ruppersberg et Paul Cox
- 18 janvier 2014 –  11 mai 2014 : La question du tableau, Futur simple, saison 2[17], exposition monographique consacrée à Jean Degottex
- 15 juin 2014 – 19 octobre 2014 : Tulkus 1880 to 2018[18] exposition de l'artiste Paola Pivi avec des photographies de Daniel Kuma Bärlocher, Das Brothers, Sue Byrne, Alexandra David-Néel, Don Farber, Virginia Farnsworth, James Giabrone, Jesse Goode, Marion Griebenow, Thomas L. Kelly, Kinsey Bros, Vijay Kranti, Tracy Howard, Mr. M. Linden, Heather Lindquist, Marvin Moore, Melina Mulas, Tashi Nangchen, Sarah Orbanic, Tashi Paljor, Tenzing Paljor, Matthew Pistono, Claire Pullinger, Raghu Rai, Matthieu Ricard, Joseph Francis Charles Rock, Tim Roodenrys, Ritu Sarin et Tenzing Sonam, David Sassoon, Sandra Scales, Jurek Schreiner, Albert Shelton, Tseten Tashi, Michelle Thuy Do, Gursed Tserenpil, David Tucker, Neal Watkins, John Claude White, David Zimmerman et de nombreux autres...
- 14 février 2015 – 2 août 2015 : L'Ordre caché, saison 1[19] avec Peter Downsbrough, Geert Goiris, Tom Holmes, Julije Knifer, Matthew McCaslin, Marc Nagtzaam, Claudio Parmiggiani, Joyce Pensato, Laure Prouvost, Hiraki Sawa, Ida Tursic & Wilfried Mille, James Welling et Michelle Grabner
- 31 octobre 2015 – 3 avril 2016 : ENTROPIE L’Ordre caché, saison 2[20] avec Martin Boyce, Edith Dekyndt, Gloria Friedmann, Joan Fontcuberta, Geert Goiris, Tetsumi Kudo, Matthew McCaslin, Laure Prouvost, Kelley Walker et Meg Webster
- 20 mai 2016 –  6 novembre 2016 : Here / there / where[21] avec Jean Dupuy, Matias Faldbakken et Steven Parrino
- 25 mars 2017 – 30 juillet 2017 : La peinture en apnée[22] avec Steven Parrino, Marc-Camille Chaimowicz, Bertrand Lavier, Atsing, Jaume Xifra, Bruno Rousselot, Frédéric Dialynas Sanchez, Loïc Raguénès, Hugo Capron, Annick David, Olivier Mosset, Yan Pei-Ming, Cécile Bart, Gérald Petit, Ida Tursic & Wilfried Mille, Anne Brégeaut, Guillaume Boulley, Hugo Pernet, Antoine Château, Didier Dessus, Nicolas Rouah et Gentaro Murakami
- 4 novembre 2017 – 18 mars 2018 : Free the women[23] avec Emilie Ding, Jean Dupuy, Matias Faldbakken, Anita Molinero, Steven Parrino et Nancy Rubins
- 5 mai 2018 – 16 septembre 2018 : Des espaces autres, saison 1[24] avec Vito Acconci, John Armleder, Robert Bittenbender, Chris Burden, Peter Garfield, Imi Knoebel, Didier Marcel, Günter Umberg, Jacques Villeglé et Meg Webster
- 20 octobre 2018 – 23 décembre 2018 : Run Space[25]  avec Lara Almarcegui, Stefan Brüggemann, Manuel Burgener, Jean Clareboudt, Pierre Huyghe, Imi Knoebel, Guillaume Leblon, Mathieu Mercier, Jorge Pedro Nunez, Christian Robert-Tissot, Didier Vermeiren, Rémy Zaugg et Lucie Douriaud
- 16 mai 2019 – 22 septembre 2019 : Née dans l'Hexagone, FRAC Bourgogne - une collection[26] avec Marie Angeletti, Daniel Buren, Tony Cragg, Marcia Hafif, Richard Hawkins, On Kawara, Alex Israel, Phillip King, Barbara Kruger, Bertrand Lavier, Allan McCollum, Jean-Luc Moulène, Gerhard Richter, François Ristori, Jim Shaw et Benjamin Weissman, Andy Warhol, Bill Woodrow et Yan Pei-Ming
- 16 novembre 2019 - 26 janvier 2020 : La première ligne est toujours horizontale[27] avec John M. Armleder, Cécile Bart, Mel Bochner, Helmut Federle, Hreinn Fridfinnsson, Imi Knoebel, Guillaume Leblon, Madé, François Morellet, Olivier Mosset, Aurelie Nemours, Michel Parmentier, Hugo Pernet, Jan J. Schoonhoven et Xavier Veilhan
- 20 juin 2020 - 1er aout 2020 : La Partie Renversée[28] avec Sylvia Bossu, Denis Castellas, Jean Degottex, Jean Dupuy, Eric Duyckaerts, Daniel Firman, Bernard Frize, Henrik Hakansson, Man Ray, Mathieu Mercier, John Pfahl, Loïc Raguénès, Gitte Schäfer, Roman Signer, Anton Stankowski et Lawrence Weiner
- 17 septembre 2020 - 4 janvier 2021 : Halle 38 - Années tropiques[29] avec Atsing, Diane Audema, Diane Blondeau, Hugo Capron, Julien Château, Ramya Chuon, Cécile Maulini, Hugo Pernet et Nicolas Rouah
- 18 septembre - 19 décembre 2021 : PREMIER RÉCIT acquisitions[30] avec Marie Angeletti, Richard Hawkins, Tom Holmes, Laure Prouvost, Mika Rottenberg, Louise Sartor, Ashley Hans Scheirl et Martha Wilson
- 29 janvier - 22 mai 2022 :  Collected Poems[31], exposition monographique consacrée à Hugo Pernet
- 2 juillet - 20 novembre 2022 : Les Règles du Jeu[32], exposition monographique consacrée à Elina Brotherus
- 1er avril - 20 août 2023 : Juliette, Biblis, Diane, Patty, Martha et toutes les autres[33], avec Hubert Yencesse, Sylvie Fleury, Otto Robert Gaensslen, Natacha Lesueur, Jean-François Raffaelli, Martha Wilson, John Hilliard, Balthasar Burkhard, James Collins, Hubert-Denis Etcheverry, Sarah Jones, Pablo Gargallo, Etienne Hajdu, Jean-Jacques Henner, Cady Noland, Wang Du, Pauline Curnier Jardin et Ovide Yencesse